# Reprezentacja Francji w piłce wodnej mężczyzn
Reprezentacja Francji w piłce wodnej mężczyzn – zespół, biorący udział w imieniu Francji w meczach i sportowych imprezach międzynarodowych w piłce wodnej, powoływany przez selekcjonera, w którym mogą występować wyłącznie zawodnicy posiadający obywatelstwo francuskie. Za jej funkcjonowanie odpowiedzialny jest Francuski Związek Pływacki (FFN), który jest członkiem Międzynarodowej Federacji Pływackiej.

## Historia
W 1900 reprezentacja Francji rozegrała swój pierwszy oficjalny mecz na igrzyskach olimpijskich.

## Udział w turniejach międzynarodowych

### Igrzyska olimpijskie
Reprezentacja Francji 11-krotnie występowała na Igrzyskach Olimpijskich. Najwyższe osiągnięcie to złote medale w 1924 roku.

### Mistrzostwa świata
Dotychczas reprezentacji Francji 4 razy udało się awansować do finałów MŚ. Najwyższe osiągnięcie 8. miejsce w 1986 roku.

### Puchar świata
Francja żadnego razu nie uczestniczyła w finałach Pucharu świata.

### Mistrzostwa Europy
Francuskiej drużynie 16 razy udało się zakwalifikować do finałów ME. W 1927 zdobyła wicemistrzostwo.